# Diego López de Cogolludo
Diego López de Cogolludo (geb. 1613 in Alcalá de Henares; gest. 1665) war ein spanischer Franziskanermissionar und Geschichtsschreiber. Er wanderte nach Yucatán aus, wo er bei den Maya missionarisch wirkte. Er ist Autor einer Historia de Yucatán (Geschichte Yucatáns) bekannt, die erstmals 1688 posthum veröffentlicht wurde.

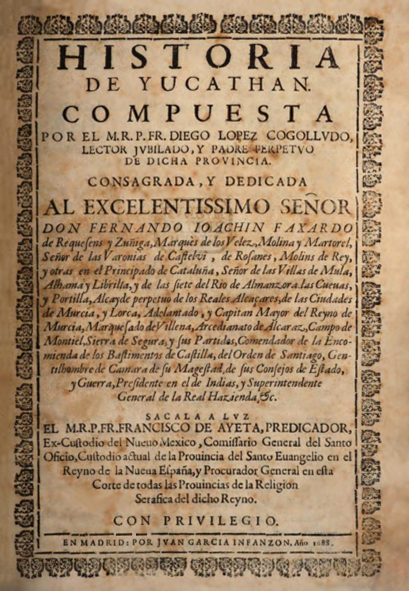
Historia de Yucathan (Madrid 1688)

## Historia de Yucatán
Seine Historia de Yucatán wurde erstmals 1688 in Madrid veröffentlicht und 1842 und 1867 nachgedruckt. Es handelt sich um ein Werk mit Informationen, die der Autor zu einer Zeit zusammenstellte, als die ältesten Quellen, die heute verschwunden sind, noch zugänglich waren. Er zog darin unter anderem auch das Werk von Relación de las cosas de Yucatán (deutsch „Bericht über die Sachen von Yucatán“) Diego de Landa ausgiebig heran.